# Rayman (computerspel)
Rayman is een platformspel dat in 1995 werd ontwikkeld en uitgebracht door spelontwikkelaar Ubisoft. Het is het eerste spel in de gelijknamige Rayman-reeks.

## Verhaal
Raymans wereld was een rustige en vredige wereld, mens en natuur leefden in evenwicht met elkaar. Dat evenwicht werd bewaard door het Great Protoon. Op een dag steelt Mr. Dark het Great Protoon en verslaat Betilla the Fairy, wier taak het was om het Great Protoon te beschermen. De Electoons verloren hierdoor hun stabiliteit en zijn nu verspreid over de hele wereld. Vanaf toen begonnen zich vreemde dingen af te spelen in Raymans wereld: rare wezens verschenen, Electoons werden in kooien opgesloten en Betilla the Fairy verloor haar krachten door het verdwijnen van het Great Protoon, die ze nu opnieuw aan haarzelf én aan Rayman moet leren. Om dit allemaal terug te zetten zoals het was werd een held gezocht, dit was Rayman.

## Ontvangst
Het spel werd positief ontvangen in recensies. Men prees de graphics, de sfeer van het spel, en de muziek. Het ontving in 1995 prijzen voor Beste Muziek en Graphics in het tijdschrift Electronic Gaming Monthly.
Op aggregatiewebsite Metacritic heeft een spel een score van 84/100, en op GameRankings een score van 85%.